# Nikolaj Omersa (likovnik)
Nikolaj Omersa (omêrza), slovenski slikar in ilustrator, * 3. december 1911, Idrija, † 3. december 1981, Ljubljana.

## Življenje in delo
Omersa je leta 1937 diplomiral na zagrebški akademiji za likovno umetnost. Po diplomi se je pridružil Klubu Neodvisnih v Ljubljani. Uveljavil se je s svojimi barvitimi portreti in krajinami. V letih 1944-1945 je bil v nemških taboriščih Dachau, Dora-Mittelbau in Ravensbrück. Po vojni je najprej poučeval na gimnazijah v Ljubljani, nato na Šoli za umetno obrt (1950-54), v letih 1954−1973 pa je bil profesor na Akademiji za likovno umetnost v Ljubljani. Leta 1978 je za  ustvarjalno slikarsko delo prejel Prešernovo nagrado.